# Pomona (entreprise)
 (mars 2023).
Le Groupe Pomona est un groupe d'entreprises françaises de distribution de produits alimentaires auprès des professionnels des métiers de bouche.
Le siège de la principale entité, la société Pomona est situé à Antony.
La fortune professionnelle de la famille propriétaire est estimée à 1,05 milliard d'euros en 2020.

## Historique
En 1910, Max Monnot, rejoint par ses frères Jean, Joseph et René, fondent un commerce de beurre, œufs et fromages à Reims, qu'ils baptisent Monnot Frères. La gamme s’élargit rapidement aux fruits et aux primeurs et, à partir de 1912, à la banane. Les colonies françaises, à commencer par la Guinée fournissaient alors l'essentiel de la provenance. L’affaire prospère et les ouvertures de succursales se multiplient après la Première Guerre mondiale.
En 1929, Henri Dewavrin-Masurel entre au capital, puis prend le contrôle de la société en 1935. Le groupe prend le nom de Pomona, inspirée de « Pomone », déesse latine des fruits, en 1941. Au cours des années 1960, Pomona élargit sa gamme de produits aux produits de la mer frais, aux produits laitiers, et aux produits surgelés et assoit son développement sur celui des grandes surfaces de distribution. Mais, à partir de la fin des années 1980, la grande distribution internalise ses approvisionnements. Pomona se tourne alors vers la restauration hors domicile, d’abord vers les collectivités, puis les sociétés de restauration, le secteur de la restauration commerciale et enfin les commerces spécialisés de proximité. Au début des années 2010, le groupe étend ses activités à l'Espagne et à la Suisse.
En 2015 le groupe Pomona rachète au groupe Unilever 8 des 17 adhérents Relais D’Or Miko en France.

## Activité
Le Groupe Pomona est grossiste alimentaire auprès des professionnels des métiers de bouche. À travers ses 6 réseaux spécialisés, il distribue des produits alimentaires aux professionnels de la restauration commerciale (restaurants, brasseries, traiteurs...) et collective (hôpitaux, cantines scolaires, prisons, etc.) et aux commerces alimentaires spécialisés (boulangers-pâtissiers, bouchers-charcutiers-traiteurs, primeurs, poissonniers...).

## Partenariats
Le groupe Pomona à travers ses filiales Episaveurs, Passion Froid et Terre Azur a des partenariats logistiques pour le compte de plusieurs entreprises de services : Convergences Achats (groupe Flo), Compass, Elior et Sodexo (restaurations collectives).

## Filiales

Logos des filiales du groupe Pomona

Le groupe est divisé en 7 filiales distinctes : 
- Passionfroid pour les produits frais et surgelés ;
- Terre Azur pour les produits de la mer et fruits et légumes ;
- Episaveurs pour les produits d’épicerie, boissons et hygiène ;
- Relais d’Or Miko, dont certaines filiales font partie de Pomona depuis 2015 ;
- BioFinesse pour les produits bios ;
- Délice et Création pour les boulangeries / pâtisseries ;
- Saveurs d’Antoine pour les traiteurs.

Le groupe est également implanté en Suisse et en Espagne.